# Асорин
Хосе Мартинес Руис (на испански: José Augusto Trinidad Martínez Ruiz) (1873 – 1967), испански писател. Често използва псевдонима Azorín. През 90-те години на 19-ти век е политически радикал, но впоследствие се придвижва стабилно надясно. В литературата Мартинес е пример от Поколението '98 (термин, който той въвежда), особено в опита си да дефинира вечните качества на испанския живот. Неговите есета и критика са написани в прост, компактен стил. Особено забележителни са импресионистичните му описания на кастилски градове и пейзажи. Сред многото му други произведения са автобиографичните романи La voluntad (1902) и Antonio Azorín (1903); романът Дон Жуан (1922, преведен на английски 1923); и сборник разкази (1929, пр. анг. 1931).
Публикации с изследвания представят L. A. LaJohn (1961) и K. Glenn (1981).